# 悲しみキャリブレーション
「悲しみキャリブレーション」（かなしみキャリブレーション）は、妄想キャリブレーションの楽曲。同グループ6枚目のシングルとして、2014年11月18日にMOSO RECORDSより発売された。

## 概要
前作「何故なら私、妄想少女ですの」から約半年振りとなるシングル。雨宮伊織、水城夢子の加入後初のシングルであり、表題曲「悲しみキャリブレーション」は、『実在性ミリオンアーサー』（tvk ほか）のエンディングテーマ曲となっている。
Type-AとType-Bの計2形態で発売され、Type-Aには表題曲のビデオクリップを収めたDVDが付属され、Type-Bではでんぱ組.incとコラボレーションした楽曲「Stand〜ここにいるよ〜」の妄想キャリブレーション単独バージョンを収録。

## 収録曲

### Type-A
CD
1. 悲しみキャリブレーション
  - 作詞：利根川貴之、作曲：利根川貴之・坂和也、編曲：坂和也・Wicky.Recordings
2. はじまりがはじまる
  - 作詞：利根川貴之、作曲：利根川貴之・坂和也、編曲：坂和也・Wicky.Recordings
3. 悲しみキャリブレーション(Off Vocal)
4. はじまりがはじまる(Off Vocal)

DVD
1. 悲しみキャリブレーション (Music Video)

### Type-B
1. 悲しみキャリブレーション
2. はじまりがはじまる
3. Stand〜ここにいるよ〜瞳に映るのはきっと妄キャリMix
  - 作詞：利根川貴之、作曲：利根川貴之・坂和也、編曲：中島靖雄・Wicky.Recordings
4. 悲しみキャリブレーション(Off Vocal)
5. はじまりがはじまる(Off Vocal)